# Фатих Мехмет Мачоглу
Фатих Мехмет Мачоглу (на турски: Fatih Mehmet Maçoğlu) е турски политик от Комунистическата партия на Турция, по произход заза. Настоящ кмет на Тунджели, преди това е бил кмет на Оваджик (2014 – 2019). Член е на Съюза на здравните и социални работници в Турция.

## Биография
Фатих Мехмет Мачоглу е роден на 20 декември 1968 г. в град Оваджик, вилает Тунджели, Турция. Завършва основното си образование в Оваджик, а средното си образование в Здравната професионална гимназия в град Бингьол. През 1989 г. започва работа като здравен служител в квартал Бозкир в Кония, в периода 1992 – 2007 г. работи в квартал Пертек в Тунджели. През 2007 г. започва работа в държавната болница в Тунджели.
Кмет на Оваджик
На местните избори през 2014 г. е избран за кмет от Комунистическата партия на Турция на град Оваджик, разположен във вилает Тунджели. При негово управление градския транспорт става безплатен, намалява се цената на водата, а селските стопани от региона получават субсидии за гориво и семена за посев. 
Кмет на Тунджели
На местните избори през 2019 г. е избран за кмет от Комунистическата партия на Турция на град Тунджели.